# Paraxantia sinica
Paraxantia sinica är en insektsart som först beskrevs av Liu, Xiangwei 1993.  Paraxantia sinica ingår i släktet Paraxantia och familjen vårtbitare. Inga underarter finns listade i Catalogue of Life.